# Endywia kędzierzawa
Endywia kędzierzawa (Cichorium endivia L. var. crispum Lam.) – odmiana cykorii endywii. Bywa popularnie nazywana sałatą fryzowaną zieloną.

## Morfologia
Liście barwy od bardzo jasnozielonej po zieloną. 

## Zastosowanie
- Roślina uprawna : Endywia kędzierzawa to warzywo.
- Sztuka kulinarna: W smaku są delikatnie gorzkawe, co komponuje się bardzo dobrze z sałatą masłową. Listki są dość twarde. Zwykle podaje się ją jako składnik sałaty mieszanej. 
  - Wartość odżywcza: Endywia zawiera składniki mineralne takie jak fosfor i żelazo oraz witaminę C. 100g endywii to 25 kcal.